# Macropsis costalis
Macropsis costalis är en insektsart som beskrevs av Matsumura 1911. Macropsis costalis ingår i släktet Macropsis och familjen dvärgstritar. Inga underarter finns listade i Catalogue of Life.